# Бэйдайхэ (аэропорт)
Аэропорт Циньхуанда́о-Бэйдайхэ́ (кит. упр. 秦皇岛北戴河机场) — гражданский аэропорт, расположенный в 43 километрах от центра города Циньхуандао и в 34 километрах от его пригородного района Бэйдайхэ (провинция Хэбэй, Китайская Народная Республика).
Строительство аэропорта преследует основную цель — выделить коммерческие авиаперевозки из Циньхуандаоского аэропорта Шаньхайгуань, в настоящее время являющегося аэродромом совместного базирования.
Общая стоимость проекта составляет 850 миллионов юаней. Работы начались в конце 2010 года и по плану должны завершиться сдачей объекта летом 2013 года Но аэропорт уже сдан, и там летают гражданские самолёты.